# プリンセス・マヤと3人の戦士たち
『プリンセス・マヤと3人の戦士たち』(原題: Maya and the Three) は、2021年10月22日にNetflixで配信されたWebアニメ。

## ストーリー
植民地時代以前のメソアメリカや他の先住民の文化に基づいた世界を舞台に、戦士の王女・マヤは15歳の誕生日を祝っていたが、冥界の神々が現れ、家族の悪行にお金を払わなければならないと発表すると、すべてが変わった。

## 登場人物
マヤ・テカ
声 - ゾーイ・サルダナ、日本語版 - 田村睦心
ザッツ
声 - ディエゴ・ルナ、日本語版 - 佐藤拓也
テカ王
声 - ホルヘ・R・グティエレス、日本語版 - 蓮岳大
テカ王妃
声 - サンドラ・エキウア、日本語版 - 川上彩
ロード・ミクトラン
声 - アルフレッド・モリーナ、日本語版 - 山本兼平
レディ・ミクテ
声 - ケイト・デル・カスティーリョ、日本語版 -阿部彬名
カマソッツ
声 - ホアキン・コシオ、日本語版 - 美斉津恵友
ハリ
声 - チーチ・マリン、日本語版 - 佐藤せつじ
シパクトリ
声 - ロージー・ペレス
カブラカン
声 - ダニー・トレホ、日本語版 - 真木駿一
チーボ
声 - カルロス・アラズラキ、日本語版 - 山本高広
ア・プチ
声 - リタ・モレノ、日本語版 - 塙英子
グラン・ブルハ
声 - クイーン・ラティファ、日本語版 - 西川侑津佳
グラン・ブルホ
声 - ワイクリフ・ジョン
ウィドウ女王
声 - イザベラ・メルセード、日本語版 - 洲崎綾
アカト
声 - チェルシー・レンドン
ベア・キラー
声 - 福西勝也
ランス/ダガース/シールド
声 - ガエル・ガルシア・ベルナル、日本語版 - 玉井勇輝
アカト
声 - 氷上恭子
リコ
声 - アレン・マルドナード、日本語版 - 福西勝也
グラン・ブルホ
声 - 西凛太朗
ジャングルランズ王
声 - 玉井勇輝
チミ
声 - ステファニー・ベアトリス、日本語版 - 弘松芹香
ピチュ
声 - ガブリエル・イグレシアス、日本語版 - 丸中康司
チーボ
声 - カルロス・アラズラキ
ヴクブ
声 - エリック・バウザ
ジアニァ
声 - 櫻庭有紗
- その他の日本語吹き替え: M・A・O/平井祥恵/小島英樹/中村慈

## 各話リスト
| 話数 | サブタイトル        | 原題                            |
| ---- | ------------------- | ------------------------------- |
| 1    | キンセアニェーラ    | Chapter 1: Oquinceañera         |
| 2    | 予言                | Chapter 2: The Prophecy         |
| 3    | おんどり            | Chapter 3: The Rooster          |
| 4    | スカル              | Chapter 4: The Skull            |
| 5    | ピューマ            | Chapter 5: The Puma             |
| 6    | マヤと3人の戦士たち | Chapter 6: Maya and the Three   |
| 7    | 聖なる門            | Chapter 7: The Divine Gate      |
| 8    | コウモリとフクロウ  | Chapter 8: The Bat and the Owl  |
| 9    | 太陽と月            | Chapter 9: The Sun and the Moon |